# Kirchenkonvent
Der Kirchenkonvent war ein kommunales Sittengericht in Württemberg zwischen 1642 und 1891.

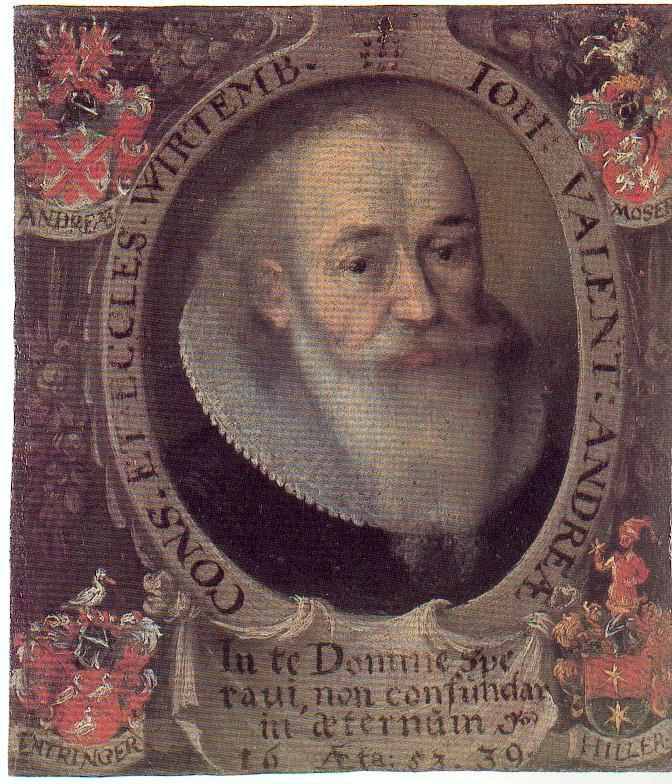
Johann Valentin Andreae

Der Kirchenkonvent wurde im Dreißigjährigen Krieg durch Verordnung Herzog Eberhards III. vom 29. Juli 1642 in den Amtsstädten des Herzogtums Württemberg, 1644 auch in den anderen Gemeinden eingeführt. Die Initiative hierzu ging von Johann Valentin Andreae aus, der die Idee von seinem Aufenthalt im calvinistisch geprägten Genf im Jahr 1610 mitgebracht hatte. Sein Ziel war es, die im Laufe des Dreißigjährigen Kriegs verkommenen Sitten wieder zu bessern.
Der Konvent wurde gemeinsam geleitet vom Schultheiß als weltlichem und vom Pfarrer als geistlichem Oberhaupt der Gemeinde. In den Oberamts- und Amtsstädten lag diese Aufgabe bei Vogt und Spezial (Dekan). Weitere Mitglieder waren der Heiligenpfleger und mindestens ein Beisitzer aus dem Kreis der Gemeindemitglieder. Ein Verteidiger der Vorgeladenen war nicht zugelassen. Getagt wurde in der Regel einmal pro Monat sonntags nach dem Gottesdienst im Rat- oder Pfarrhaus.
Verhandelt wurden Vergehen gegen die kirchliche Ordnung (zum Beispiel Pflicht zum Gottesdienst- und Abendmahlsbesuch, Verbot der Sonntagsarbeit, Disziplin im Gottesdienst), gegen die herrschende Sexualmoral (zum Beispiel vor- und außerehelicher Geschlechtsverkehr und Schwangerschaften) und andere Vorschriften, zum Beispiel das Tanzen, Trinken, Spielen und Fluchen betreffend. Der Konvent konnte Geld- oder Arreststrafen verhängen. Wer ein Vergehen angezeigt hatte, das mit einer Geldstrafe geahndet wurde, erhielt ein Drittel der Buße als Belohnung (Anbringdrittel). 
Über die Sitzungen und Beschlüsse wurde ein Protokoll erstellt. Kirchenkonventsprotokolle sind eine wichtige Quelle zur Kultur- und Sittengeschichte des 17. bis 19. Jahrhunderts, vor allem für den ländlichen Bereich.
Nach der territorialen Erweiterung Württembergs ab 1803 wurden die Kirchenkonvente auch in den neu erworbenen Gebieten eingeführt. Es gab dann sowohl evangelische als auch katholische Kirchenkonvente. Unter König Wilhelm I. erhielten die Kirchenkonvente zusätzliche Aufgaben in der Armen- und Wohlfahrtspflege.
Die Kirchenkonvente bestanden bis 1891. Sie wurden durch das Gesetz vom 21. Mai 1891 abgeschafft. Ihre Aufgaben wurden auf die jeweiligen Gemeinderäte und Kirchengemeinderäte übertragen.